# Ширинский район
Шири́нский райо́н (хак. Сыра аймағы) — административно-территориальная единица  и муниципальное образование (муниципальный район) в составе Республики Хакасия Российской Федерации.
Административный центр — село (до 2009 года посёлок городского типа) Шира.

## География
Положение
Район расположен в северной части Республики Хакасия, граничит с Орджоникидзевским районом на севере, с Боградским на востоке и юго-востоке, с Усть-Абаканским на юге, с Кемеровской областью по хребтам Кузнецкого Алатау на западе и юго-западе, с Красноярским краем по реке Енисей на северо-востоке. Протяжённость границ района около 370 км.
Рельеф
По характеру рельефа выделяют:

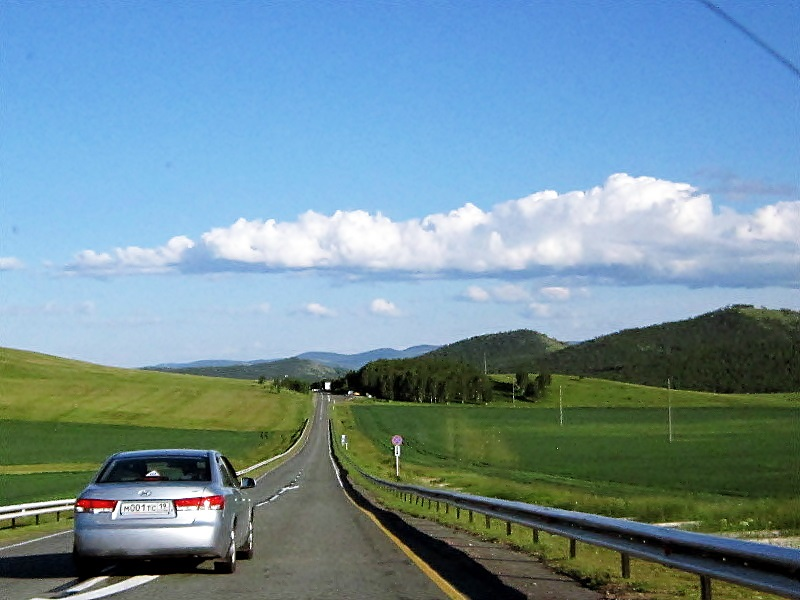
Региональная автодорога 95К-004 Ачинск — Ужур — Шира — Троицкое

- Чебаково-Балахтинскую (Северо-Минусинскую) впадину в восточной части района, где преобладает холмисто-куэстовый рельеф в предгорной части, где особенно выделяются немногочисленные горы Сундуки, Чалпан и др., а также озёрно-котловинные степи и равнинные степи. Практически все солёные и солоноватые озёра располагаются в пределах впадины, ограниченной на юге Батенёвским кряжем.
- восточный склон горной системы Кузнецкого Алатау, который служит водоразделом бассейнов рек Обь и Енисей, где преобладают высоко-, средне- и низкогорные формы рельефа, занимающие около половины территории района. Характерна асимметрия рельефа с резко сдвинутым к западу главным водоразделом и понижением высот к северу. Самым восточным отрогом массива является Батенёвский кряж. Максимальные высотные отметки имеют горы Пухтасхыл (1820 м), Унгур (1588 м), Изых (1445 м), Кошкулак (1317 м).

### Климат
Большие температурные контрасты в сезонном и суточном ходе, жаркое лето и продолжительная малоснежная зима определяют климат района как резко континентальный. Исследователи отмечают влияние азиатского барометрического максимума в зимнее время, а в летний период — северного сибирского максимума. Горные системы преграждают перенос воздушных масс с запада на восток. Наименьшее среднее годовое количество осадков (около 250 мм) выпадает в области, примыкающей к предгорьям Кузнецкого Алатау. До 80—90 % от общего количества осадков выпадает с апреля по октябрь в виде ливневых дождей, в зимние месяцы выпадает до 10 % осадков. Снег в степных районах покрывает землю не полностью, что приводит к интенсивному промерзанию грунтов и морозобойному выветриванию. Различия климатических показателей, обусловленные вертикальной дифференциацией ландшафтов, изменяющихся от горных тундр в высокогорном поясе до сухих степей на днищах котловин обуславливают разнообразие природных зон района.
Природные зоны
Растительность района определяется сильным влиянием ландшафтообразующих факторов Ширинских степей. В районе  железнодорожной станции Шира расположена типичная степь с участками засушливой и солончаковой степи, лишь по долинам рек и ручьёв наблюдаются ленточные заросли кустарника, прежде всего ивы. Постоянным элементом ландшафта являются курганы и их скопления, отдельно стоящие стелы-изваяния с изображениями различных животных, солнцеподобных личин с третьим глазом во лбу. Ширинские степи — неповторимый для Хакасии край озёр, их здесь более 40, площадь самых больших из них достигает нескольких тысяч гектаров. На достаточно малой площади района имеются озёра с различными уровнями минерализации воды: от пресной и прозрачной воды озера Иткуль (0,6—0,7 грамма минералов и солей в 1 литре воды) до 187,7—248,7 граммов минералов и солей в 1 литре воды озера Тус. Степень минерализации воды озера Шира до 30 граммов солей на 1 литр воды.
По мере приближения к главному хребту рельеф становится более расчленённым, увеличивается пестрота растительности: на южных, более крутых, склонах распространены луговые, каменистые, реже злаковые и ковыльные степи, а на северных, пологих расположены берёзовые, лиственничные и сосновые леса (лесостепь). В долине реки Белый Июс вверх по течению от д. Ефремкино и до реки Малой Сыи, которая пересекает известняки, пейзаж наиболее живописен за счёт множества экзотических скал, глубоких каньонов. Во множестве мест виднеются входы в гроты и пещеры (см. гроты и пещеры Ширинского района Хакасии). Из 159 пещер Хакасии на этом участке исследованы около 30.
Далее всё чаще появляются сосны, по вершинам сопок начинают встречаться кедры. С отметок дна долин около 600—700 метров начинается тайга, обрамляющий всю водораздельную часть Кузнецкого Алатау. Рельеф резко расчленён, склоны крутые, долины рек узкие, без развитых пойм. Растительность представлена лесами с преобладанием пихты и кедра. Граница тайги приурочена к отметкам 1200—1350 метров. Дальнейшему распространению леса прежде всего мешают каменные россыпи: курумники. В зоне перехода от тайги к зоне альпийских лугов (выскогорному поясу) сильно мешают передвижению стелющиеся виды кустарников. В высокогорной зоне накапливается большие запасы снега, сохраняющиеся до июля.
Природа района славится своими ягодниками. На склонах наблюдаются обилие красной и чёрной смородины, шиповника, малины. На скалах в долине Белого Июса растёт крыжовник. Ближе к гребням хребта и на западных склонах отмечено обилие черники, голубики, брусники, в гольцовой зоне много шукши или, как её ещё называют, водяники. Встречаются жимолость и можжевельник. Из лекарственных растений необходимо выделить золотой корень и маралий корень. Произрастает много видов растений, занесённых в Красные книги России и Хакасии. Очень богат животный мир района вследствие разнообразия природных зон, представленных на его территории. Из крупных животных встречаются лоси, волки, лисы, зайцы, много коз и маралов. В зоне темнохвойной тайги распространён бурый медведь. В районе хребта Тегир-Тыз сохранилась небольшая популяция северного оленя. В реке Белый Июс водятся выдры, на озёрах во время миграций скапливается огромное количество перелётных птиц, из-за чего огромные территории района включили в Хакасский заповедник В заказнике «Батанаковские болота» расположено место обитания в период миграции чёрного и других журавлей.
Полезные ископаемые
Район очень богат различными видами полезных ископаемых вследствие близости к Кузнецкому Алатау. Склоны хребтов, долины рек хорошо разработаны, поэтому доступность горных районов сравнительно высока. В районе разведаны промышленные запасы железа, меди, алюминия, свинца и цинка, молибдена и вольфрама, ртути, сурьмы, золота, оптического и пьезооптического сырья, ювелирных и поделочных камней, техногенного и агрохимического сырья, строительных материалов, торфа и сапропеля, минеральных вод и грязей. С 1833 года по настоящее время ведётся добыча золота на Коммунаровском руднике. Каждый год здесь добывается около тонны золота. С 1975 года действует Туимский завод по обработке цветных металлов. В 1930-х годах было организовано объединение «Туим-Вольфрам», где добывали медь, свинец, золото, вольфрам, молибден, железо. В 1974 году Туимское месторождение цветных металлов было закрыто и взорвано из-за нерациональности производственного процесса, после чего на его месте образовалась большая яма — Туимский провал, туристический объект техногенного происхождения.
Рекреационные ресурсы
Несмотря на резко континентальный климат, район располагает огромным запасом рекреационных ресурсов. Взаимодействие солнечного излучения, подстилающей поверхности, местной циркуляции атмосферы создаёт режим погоды, обладающий большим разнообразием лечебно-оздоровительных свойств. В течение всего года преобладают благоприятные для рекреации погоды даты, их число составляет около 220 дней в долине Чебаково-Балахтинской впадины. Оценка всего объёма оздоровительных мероприятий, возможных при данном режиме погод, показала наличие в этих местностях высокого климатолечебного потенциала. Ландшафтно-климатический комплекс района создаёт прекрасную базу для проведения в течение года всех видов и форм климатолечения, отдыха, туризма и спортивных мероприятий. Властями района предпринимаются действия по обустройству и защите территорий, близлежащих к многочисленным историческим памятникам, археологическим объектам и водным источникам. Широкую известность по всей Сибири имеет курорт «Озеро Шира», популярны сплавы по реке Белый Июс, конные маршруты по предгорьям Кузнецкого Алатау, активно обустраиваются базы отдыха на озёрах. Район чрезвычайно популярен у спелеологов и археологов, тысячи туристов посещают достопримечательности района в летнее время, что не может не сказаться на состоянии природы района.

## История
Человек присутствует на этой территории не одну тысячу лет. Время обитания палеолитической стоянки в Малой Сые определено радиоуглеродным анализом древесных углей очагов, оно составляет 34 тысячи лет назад.
В междуречье Белого и Чёрного Июсов находилась резиденция самых знатных князей (Номчи, Ишей, Иренек). До прихода русского населения территория Ширинского района относилась к Алтысарскому княжеству государства средневековых хакасов.
С приходом русских в XVII веке были основаны первые русские деревни, казачьи заставы (Соленоозерный). Средневековую Хакасию описывали такие учёные путешественники, как Д. Г. Мессершмидт, Г. Ф. Миллер, И. Г. Гмелин и П. С. Паллас. Первые курганы культуры чаатас раскопаны В. В. Радловым в 1863 г. Археологические исследования в районе продолжаются и в наши дни. Впервые описание природы района сделал известный путешественник академик П. С. Паллас, посетивший эти места в 1770 и 1772 гг. Об озере Шира он писал, что «татары (тадар — самоназвание хакасов) называют озеро Шира-Куль, оно немного солоновато» и отозвался о нём как о лечебном. С 1897 года начинается отсчёт современной истории развития курорта «Озеро Шира» в качестве всероссийской здравницы.
С началом строительства железной дороги в 1914 году появились первые дома в селе Шира. Стал быстро расти  пристанционный посёлок, превратившийся вскоре в районный центр, а впоследствии, с началом освоения целинных и залежных земель, в настоящую столицу целинных совхозов. В декабре 1924 г. железнодорожные пути были доведены до ст. Шира. В том же году был образован Чебаковский район Хакасского уезда.
Население района сосуществовало мирно вплоть до окончания эпохи НЭПа, когда эхо Гражданской войны вновь раскололо общество. Возникло противостояние белогвардейского казачьего офицера Ивана Соловьёва и красного командира Аркадия Гайдара (Голикова), началось раскулачивание богатых хакасских баев и русских купцов. В ходе этих событий погибло много мирных граждан.
В 1933 году райцентр из посёлка Чебаки (Хакасия) был переведён в село Шира, район стал называться Ширинским. Сельское население района в годы Великой Отечественной войны пополнилось за счёт переезда городского населения в сельскую местность, а также за счёт ссыльных заключённых ГУЛага.
В послевоенные 1950-е годы с освоением целинных и залежных земель продолжался рост численности сельского населения района, хотя в дальнейшем происходил обратный процесс. По данным переписи 1959 года численность населения Ширинского района составляла 48 044 человека.
Численность населения в 1970-е годы росла за счёт формирования Саянского территориально-производственного комплекса. Произошло увеличение доли городского населения и уменьшения сельского в связи с оттоком рабочей силы из деревень в города. В итоге общая численность населения по данным переписи 1989 года составляла 38 289 человек.

## Население
| 1939    | 1959    | 1970    | 1979    | 1989    | 2002    | 2003    | 2004    | 2005    |
| ------- | ------- | ------- | ------- | ------- | ------- | ------- | ------- | ------- |
| 43 587  | ↗49 652 | ↘42 375 | ↘39 251 | ↗39 385 | ↘31 720 | ↘31 500 | ↗33 000 | ↘32 500 |
| 2006    | 2007    | 2008    | 2009    | 2010    | 2011    | 2012    | 2013    | 2014    |
| ↘31 700 | ↘31 100 | ↘30 700 | ↘28 116 | ↗29 371 | ↘29 200 | ↘28 669 | ↘28 191 | ↘27 487 |
| 2015    | 2016    | 2017    | 2018    | 2019    | 2020    | 2021    |         |         |
| ↘26 775 | ↘26 338 | ↘26 113 | ↘25 850 | ↘25 518 | ↘25 186 | ↘25 027 |         |         |

## Административное деление
Ширинский район как административно-территориальная единица включает 15 сельсоветов.
В состав одноимённого муниципального района входят 15 муниципальных образований со статусом сельских поселений:
| №  | Муниципальное образование | Административный центр | Количество населённых пунктов | Население (чел.) | Площадь (км²) |
| -- | ------------------------- | ---------------------- | ----------------------------- | ---------------- | ------------- |
| 1  | Беренжакский сельсовет    | посёлок Беренжак       | 3                             | ↗176             | 19,18         |
| 2  | Борцовский сельсовет      | село Борец             | 3                             | ↘1211            | 23,38         |
| 3  | Воротский сельсовет       | село Ворота            | 1                             | ↘403             | 1,57          |
| 4  | Джиримский сельсовет      | село Джирим            | 1                             | ↘591             | 1,12          |
| 5  | Ефремкинский сельсовет    | село Ефремкино         | 2                             | ↘507             | 144,11        |
| 6  | Жемчужненский сельсовет   | посёлок Жемчужный      | 2                             | ↘1739            | 2,38          |
| 7  | Коммунаровский сельсовет  | посёлок Коммунар       | 3                             | ↘1574            | 3,63          |
| 8  | Селосонский сельсовет     | село Сон               | 3                             | ↘584             | 22,74         |
| 9  | Солёноозёрный сельсовет   | село Солёноозёрное     | 1                             | ↘580             | 303,60        |
| 10 | Спиринский сельсовет      | аал Малый Спирин       | 3                             | ↘686             | 328,44        |
| 11 | Туимский сельсовет        | село Туим              | 4                             | ↗3853            | 7,47          |
| 12 | Фыркальский сельсовет     | село Фыркал            | 2                             | ↘500             | 14,32         |
| 13 | Целинный сельсовет        | село Целинное          | 1                             | ↘1361            | 1,97          |
| 14 | Черноозёрный сельсовет    | село Чёрное Озеро      | 5                             | ↘1194            | 644,15        |
| 15 | Ширинский сельсовет       | село Шира              | 4                             | ↗10 068          | 33,56         |

### Населённые пункты
В Ширинском районе 37 населённых пунктов.
| №  | Населённый пункт | Тип     | Население | Муниципальное образование |
| -- | ---------------- | ------- | --------- | ------------------------- |
| 1  | Белый Балахчин   | деревня | ↘287      | Черноозёрный сельсовет    |
| 2  | Беренжак         | посёлок | ↘250      | Беренжакский сельсовет    |
| 3  | Борец            | село    | ↗1424     | Борцовский сельсовет      |
| 4  | Верхний Туим     | посёлок | ↘16       | Туимский сельсовет        |
| 5  | Власьево         | деревня | ↗276      | Борцовский сельсовет      |
| 6  | Ворота           | село    | ↘403      | Воротский сельсовет       |
| 7  | Гальджа          | деревня | ↘157      | Селосонский сельсовет     |
| 8  | Джирим           | село    | ↘591      | Джиримский сельсовет      |
| 9  | Ефремкино        | село    | ↘451      | Ефремкинский сельсовет    |
| 10 | Жемчужный        | посёлок | ↘770      | Жемчужненский сельсовет   |
| 11 | Катюшкино        | деревня | ↘96       | Селосонский сельсовет     |
| 12 | Кирово           | село    | ↘135      | Черноозёрный сельсовет    |
| 13 | Колодезный       | посёлок | ↘1391     | Жемчужненский сельсовет   |
| 14 | Коммунар         | посёлок | ↘2299     | Коммунаровский сельсовет  |
| 15 | Малая Сыя        | село    | 32        | Коммунаровский сельсовет  |
| 16 | Малый Кобежиков  | аал     | ↗284      | Ширинский сельсовет       |
| 17 | Малый Спирин     | аал     | ↘696      | Спиринский сельсовет      |
| 18 | Марчелгаш        | аал     | ↘234      | Ширинский сельсовет       |
| 19 | Мендоль          | деревня | ↘21       | Беренжакский сельсовет    |
| 20 | Мирный           | село    | 63        | Коммунаровский сельсовет  |
| 21 | Солёноозёрное    | село    | ↘580      | Солёноозёрный сельсовет   |
| 22 | Сон              | село    | ↘602      | Селосонский сельсовет     |
| 23 | Старый Борец     | деревня | →2        | Борцовский сельсовет      |
| 24 | Талкин Ключ      | деревня | ↘169      | Черноозёрный сельсовет    |
| 25 | Топанов          | аал     | ↘179      | Ширинский сельсовет       |
| 26 | Трошкин          | село    | ↗262      | Ефремкинский сельсовет    |
| 27 | Туим             | село    | ↘3785     | Туимский сельсовет        |
| 28 | Тупик            | деревня | ↘133      | Спиринский сельсовет      |
| 29 | Улень            | посёлок | ↘12       | Туимский сельсовет        |
| 30 | Усть-Тунгужуль   | деревня |           | Беренжакский сельсовет    |
| 31 | Усть-Фыркал      | аал     | ↘34       | Фыркальский сельсовет     |
| 32 | Фыркал           | село    | ↘716      | Фыркальский сельсовет     |
| 33 | Целинное         | село    | ↘1361     | Целинный сельсовет        |
| 34 | Чалгыстаг        | деревня | ↘17       | Спиринский сельсовет      |
| 35 | Чебаки           | деревня | ↘61       | Черноозёрный сельсовет    |
| 36 | Чёрное Озеро     | село    | ↘957      | Черноозёрный сельсовет    |
| 37 | Шира             | село    | ↗9545     | Ширинский сельсовет       |

Упразднённые населённые пункты:
- 2022 г. — посёлок Тисин

## Природные достопримечательности
Озёра
На территории района насчитывается более 40 озёр. В настоящее время широкой известностью пользуются озёра Шира, Белё, Тус (солёные), Иткуль, Фыркал, Чёрное (пресные). Озёра комфортны для купания, некоторые используются для рыбалки. За июль Ширинские озёра посещают почти 760 тысяч отдыхающих со всей Сибири.
Пещеры
На территории района насчитывается более 30 изученных пещер. Наиболее популярны пещеры Археологическая, Ящик Пандоры, Кошкулакская, Крест. Карстовые пещеры Ширинского района являются основным местом зимовки летучих мышей.
Реки
Наибольшую известность среди рек имеют реки Белый Июс и Чёрный Июс, образующие правый приток Оби. Менее известны реки Туим, Сон.
Туимский провал
Техногенный провал, образовавший в результате деятельности рудника Киялых-Узень (закрыт в 1974 г. ввиду отработки запасов руды). С 1953 г. здесь добывали медь, молибден, вольфрам. Выемка руды постепенно привела к просадке земной поверхности, процесс которой шёл с 1956 г. до 1969 г. с образованием провала. От борта провала до поверхности воды (затопленные выработки рудника и озеро в провале) 80 метров. Глубина озера около 40 метров. Для широкой публики Туимский провал открыл Юрий Сенкевич в 1995 году. После сюжета в «Клубе путешественников» Туим стал местом паломничества спелеологов и дайверов. Озеро на дне кратера притягивает любителей экстремальных погружений.

## Археологические достопримечательности
Урочище Сундуки

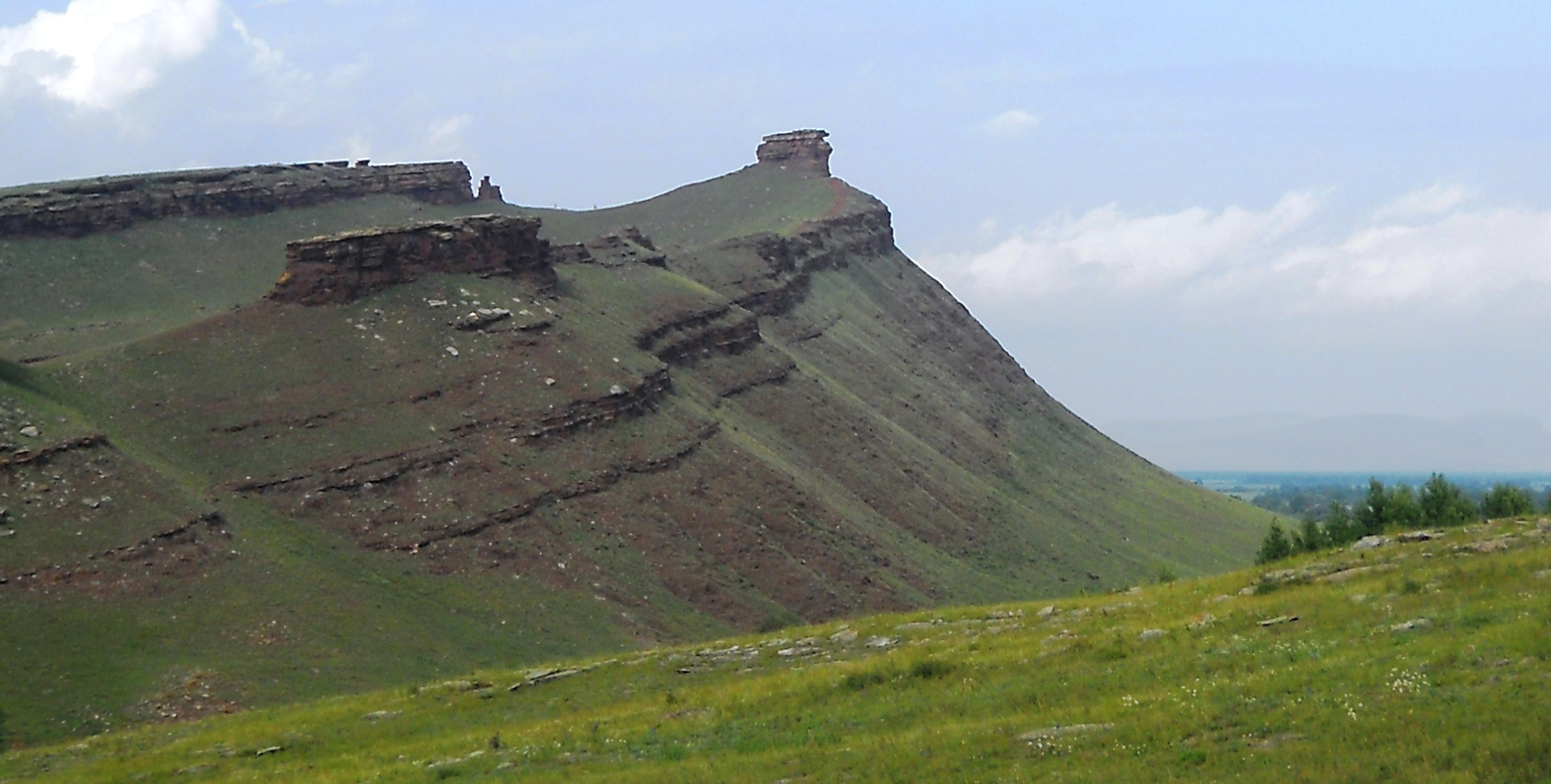

Многие считают Сундуки достопримечательностью Ширинского района, хотя на самом деле они находятся на территории соседнего Орджоникидзевского района. Горная гряда, комплексный памятник природы. Массив из пяти отдельно стоящих куэстовых гор-останцов, высотой до 200 м. Название гряда получила от самой северной горы  Первого Сундука, на вершине которого находится скала в виде куба. У подножия гор находятся курганы и писаницы разных эпох. Наиболее загадочным является петроглиф Белая лошадь, который появился на юго-восточном склоне горы Каратаг примерно 16 тысяч лет назад, в ледниковую эпоху. Недалеко находится оросительный канал, сохранившийся со времен тагарской культуры.
Туимский кромлех
Погребально-культовый памятник окуневской культуры. Вокруг квадратной ограды с выложенными из камня диагоналями сооружён круг диаметром 84 м из вкопанных менгиров. В центре ограды, раскопанной в 1970-х годах находится погребение в ящике из каменных плит.
Гора Чалпан
Гора расположена около озёра Белё, возвышается на перешейке, который делит между собою пресную и солёную части водоёма. У подножия по всей округе много древних памятников в виде старинных захоронений, следы древних металлургов, остатки крепости тагарской и таштыкской культур. На горе Чалпан находятся средневековая крепость и пять разновременных писаниц. Некоторые из наскальных изображений горы относятся ко второму тысячелетию до нашей эры.

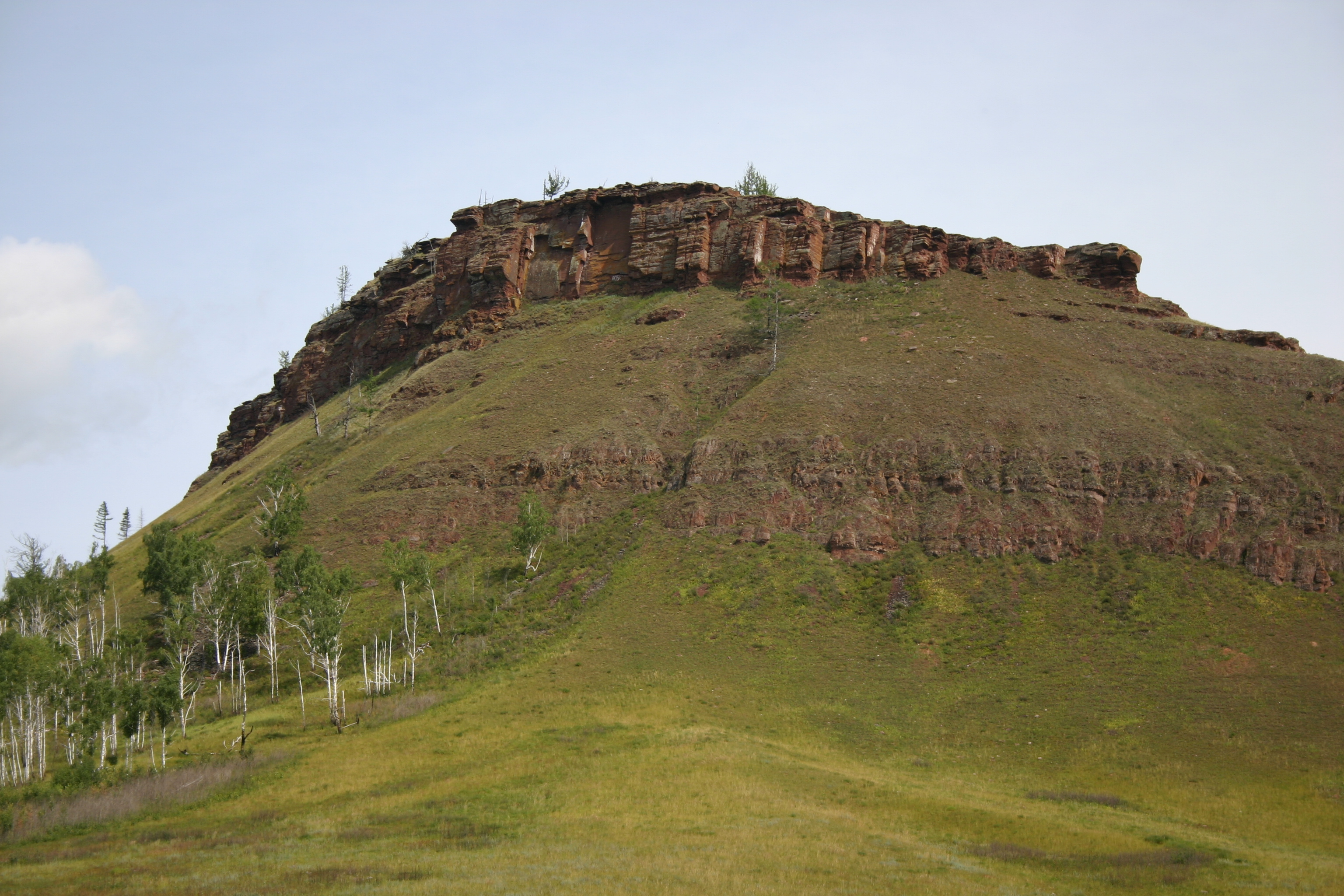
Крепость Чебаки
Памятник эпохи бронзы. Расположена крепость на левом берегу реки Чёрный Июс, в 4,5 км от села Чебаки. Впервые исследована в 1888 году Д. А. Клеменцем. Крепость имеет две линии оборонительных стен, сооружённых из плит песчаника. Высота стены доходит до 1,8 м. Внутренняя стена крепости ограничивает небольшой участок вершины, являвшейся цитаделью.
Малая Сыя
Древнейшая палеолитическая стоянка Хакасии «Малая Сыя» (30-35 тыс. л. н.) на левом берегу реки Белый Июс, обнаруженная в 1975 году в окрестностях села Малая Сыя новосибирским археологом В. Е. Ларичевым, относится к периоду верхнего палеолита. Обнаружены древние каменные орудия, кости оленей, бизонов, сибирского горного козла, сверлёные украшения, обработанные резцами. Наибольшую известность Малой Сые принесли пещеры, находящиеся в её окрестностях.